# Un crime sans importance
Un crime sans importance est un récit d'Irène Frain paru le 20 août 2020 aux éditions du Seuil qui a reçu le prix Interallié la même année.

## Historique du livre
Retenu dans les sélections du prix Goncourt, du prix Renaudot et du Grand prix du roman de l'Académie française, Un crime sans importance reçoit finalement le 3 décembre 2020 le prix Interallié au troisième tour de scrutin par six voix contre trois à Ce qui plaisait à Blanche de Jean-Paul Enthoven et deux à La Grâce de Thibault de Montaigu, récent lauréat du prix de Flore.

## Résumé
Le livre est le récit par l'auteure de l'agression chez elle de sa sœur Denise qui, après plusieurs semaines de coma, meurt de ses blessures. Irène Frain s'interroge en particulier sur l'action de la justice et les conséquences familiales de cet homicide.

## Accueil critique
Dans Le Masque et La Plume, "Jean-Claude Raspiengeas salue un livre d'une grande valeur (mais pas au point d'être nommé au Goncourt)", tandis qu'Olivia de Lamberterie est "émue par la modestie avec laquelle l'auteur conjugue la narration à la réalité".
Laurence Houot, de France Télévision, écrit : "En arrière-plan de cette histoire intime, Irène Frain, en colère au-delà du drame, peint également sans concessions le monde d'aujourd'hui. Un monde qui laisse dans les marges ce et ceux qui ne font pas spectacle, comme le meurtre de Denise."

## Éditions
- Éditions du Seuil, coll. « Cadre rouge », 2020,  (ISBN 9782021455885)[4].